# Le Docteur Coupe-Toujours
Pour plus de détails, voir Fiche technique et Distribution.
Le Docteur Coupe-Toujours est un film muet français réalisé par Louis Feuillade sorti en 1907.

## Fiche technique
- Titre français : Le Docteur Coupe-Toujours
- Réalisation : Louis Feuillade
- Scénario :
- Société de production : Société des Etablissements L. Gaumont
- Pays de production :  France
- Format : Noir et blanc — 35 mm — 1,33:1 — Muet
- Métrage :
- Genre :
- Date de sortie : 
  - France : 1907